# Comasagua
Comasagua é um município do departamento de La Libertad, em El Salvador. Sua população estimada em 2013 era de 12 839 habitantes.

## Transporte
O município de Comasagua é servido pela seguinte rodovia:
- LIB-22 que liga a cidade de Jicalapa ao município de San Salvador
- LIB-15 que liga a cidade de Talnique ao município de Santa Tecla[2]
- Instituto Geográfico Nacional (1986). Diccionario Geográfico de El Salvador, Tomo I, A-K. San Salvador: Talleres Litográficos del Instituto Geográfico Nacional